# Isidore Newman School
A Isidore Newman School é uma entidade educacional preparatória para o ensino superior localizada em uma área de 45.000 metros quadrados em Nova Orleães, Louisiana. Estados Unidos. Foi fundada em 1903 por Isidore Newman, um filantropo de Nova Orleães e fundador da cadeia de lojas de departamento Maison Blanche. Abriu as suas portas no ano seguinte como Isidore Newman Manual Training School (o nome foi mudado para o atual em 1931).

## Ex-alunos notáveis
- Odell Beckham Jr., jogador de futebol americano
- Harry Connick Jr., cantor
- Michael Lewis, autor
- Eli Manning, jogador de futebol americano
- Peyton Manning, jogador de futebol americano